# Litterär riktning
Litterär riktning är en estetisk riktning inom författarkretsar och andra litterära grupperingar, ofta tidsbunden och i opposition mot andra litterära riktningar. Man kan alltså förstå litterära riktningar som paradigm som avlöses av opponerande avantgardistiska riktningar. Begreppet är intimt förknippat med konstnärliga riktningar.
Exempel på litterära/konstnärliga riktningar är:
- Dadaism
- Dekadens
- Expressionism
- Futurism
- Modernism
- Naturalism
- Postmodernism
- Realism
- Retrogardism
- Romantik
- Språkmaterialism
- Surrealism
- Symbolism